# Oratorio de Gallarus

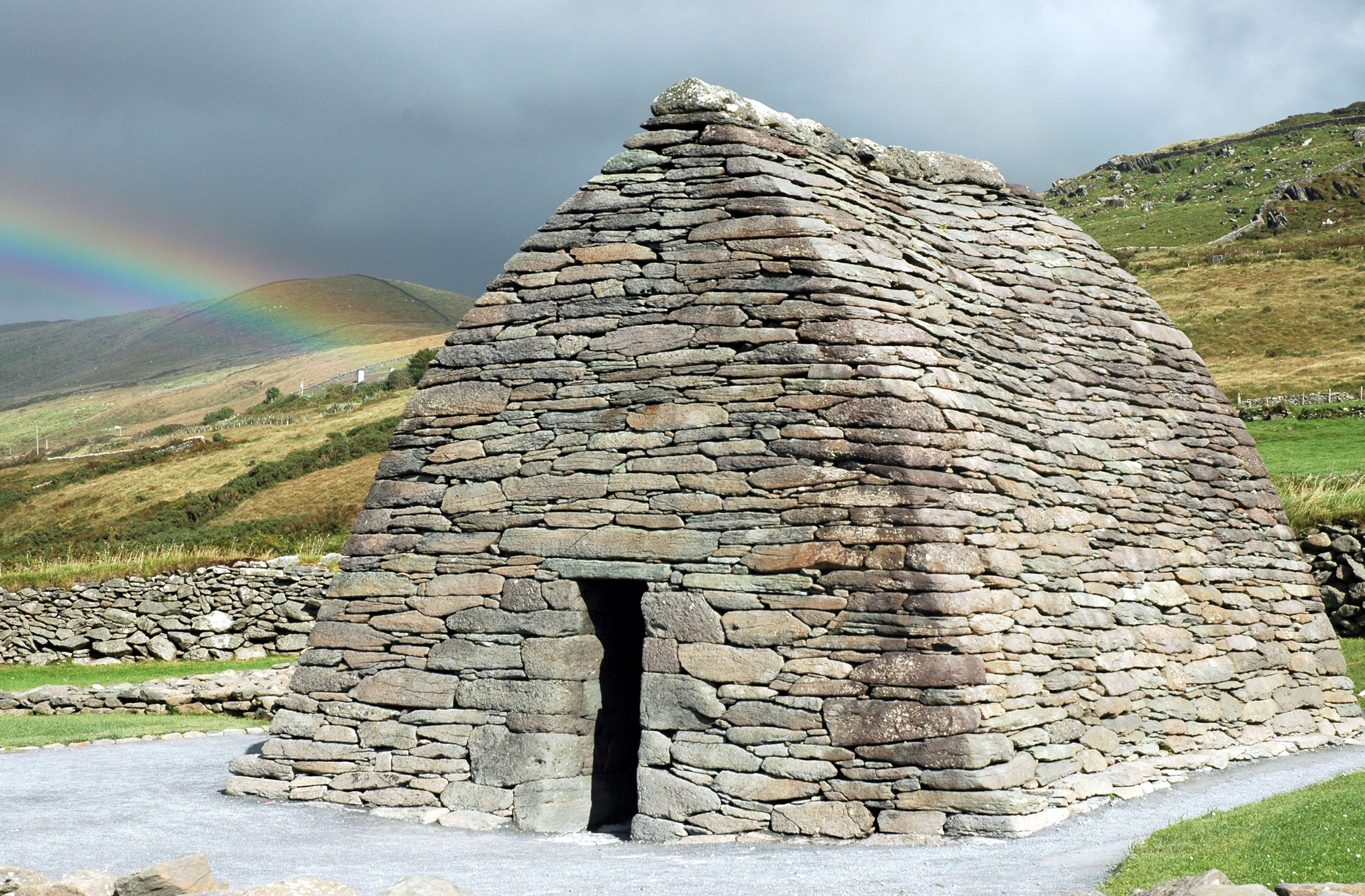
Gallarus Oratory.

El Gallarus Oratory (Irlandés: Séipéilín Ghallarais) es la iglesia paleocristiana mejor conservada de Irlanda. Está situada en la Península Dingle, condado de Kerry, Irlanda.
La fundación de la iglesia está comprendida entre los siglos VI y IX si bien hay teorías que indican que su construcción puede datar del siglo XII.
La construcción se realizó superponiendo las piedras sin argamasa una sobre otra usando una técnica similar a la de las tumbas neolíticas e inclinadas hacia el exterior para una mejor evacuación del agua. La forma de la construcción se asemeja a la quilla de un barco invertida.

## Galería

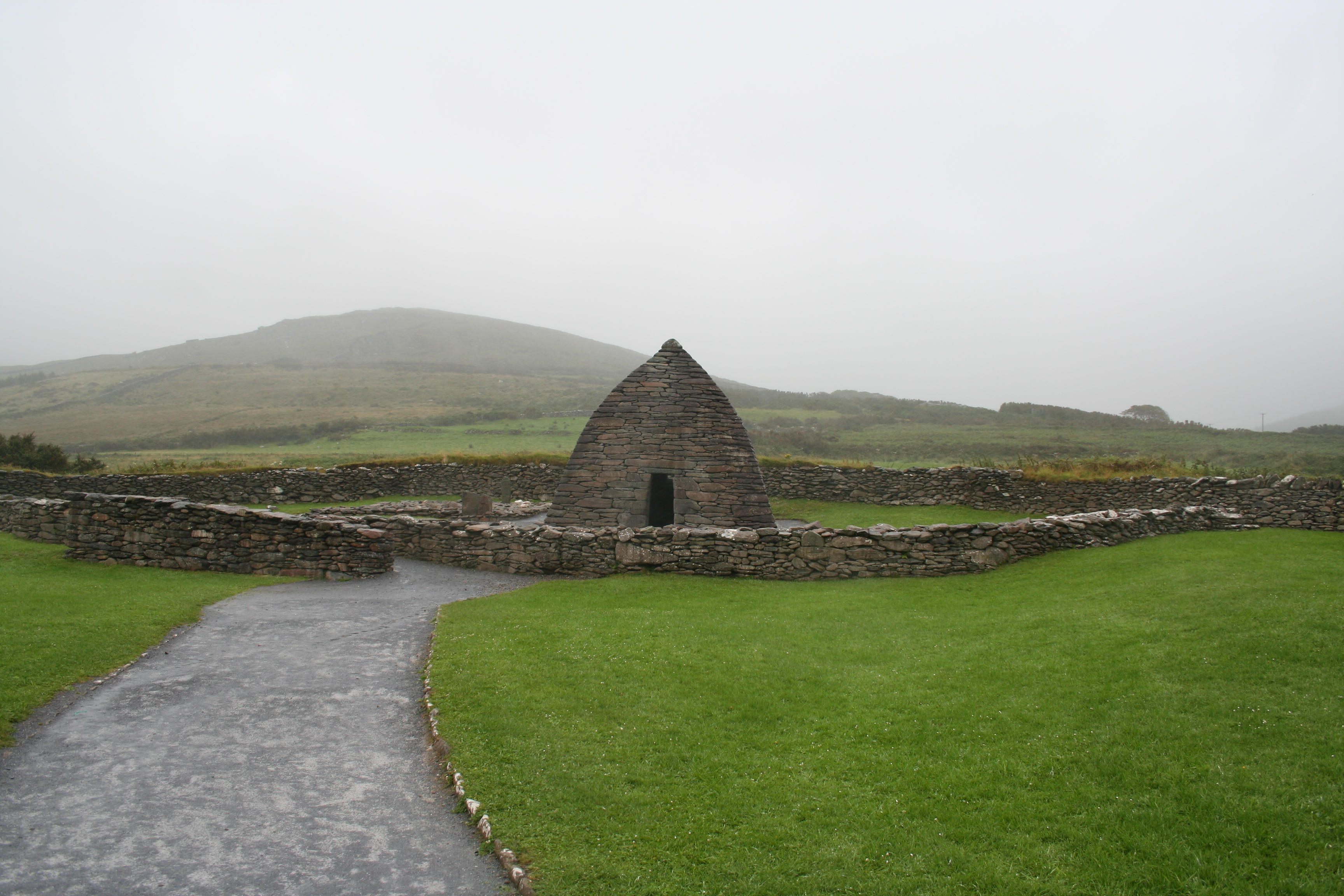
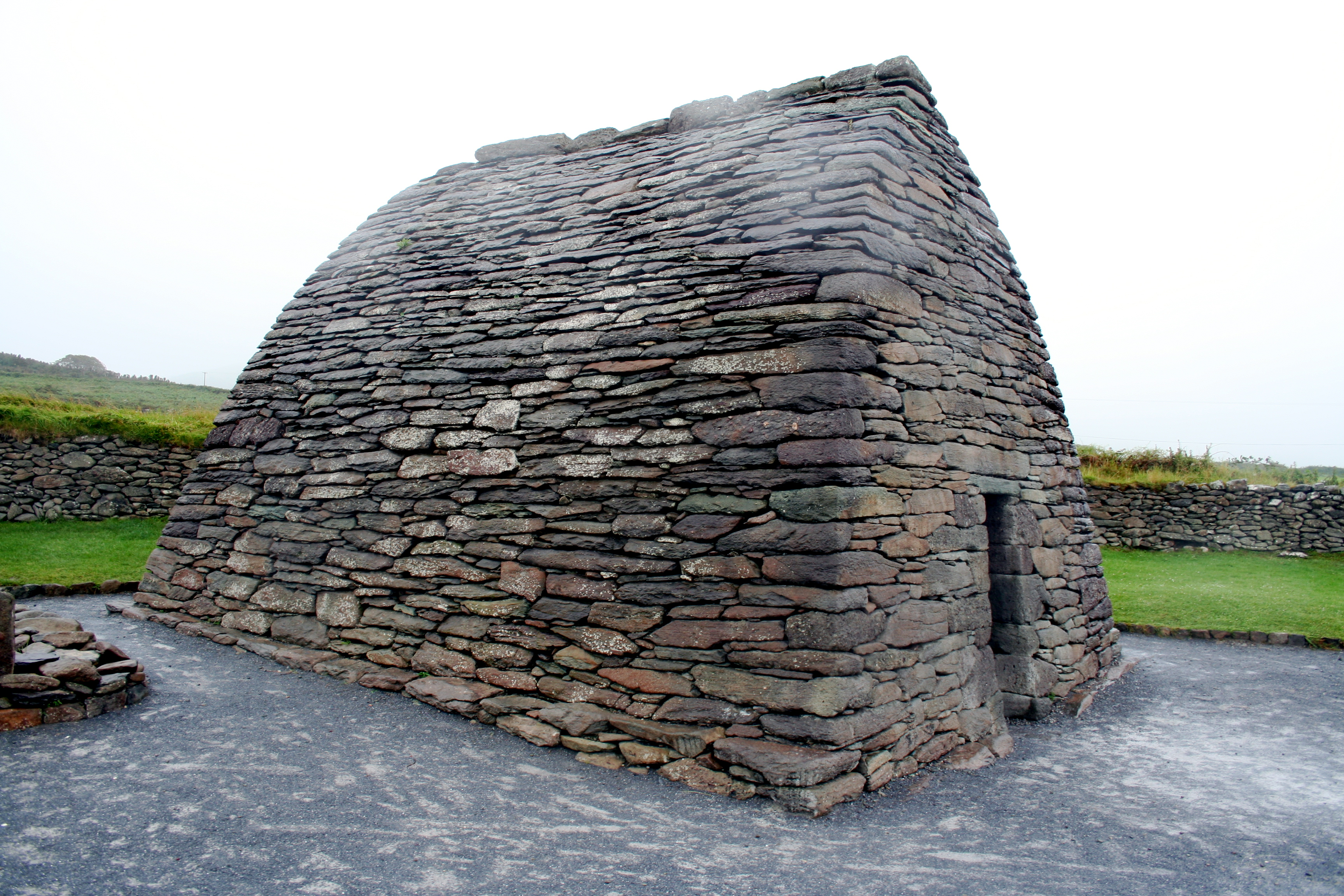
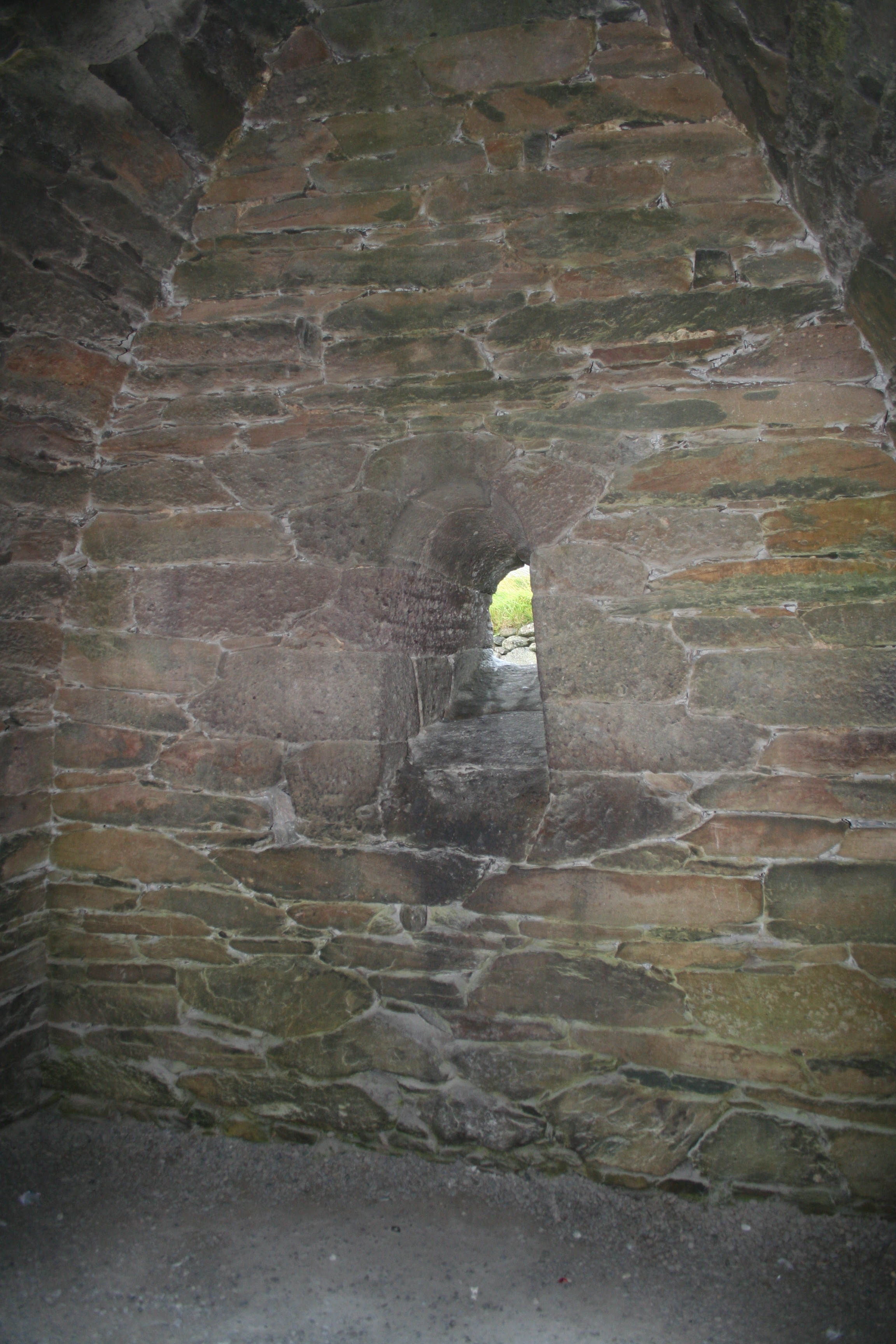